# 貝羅山

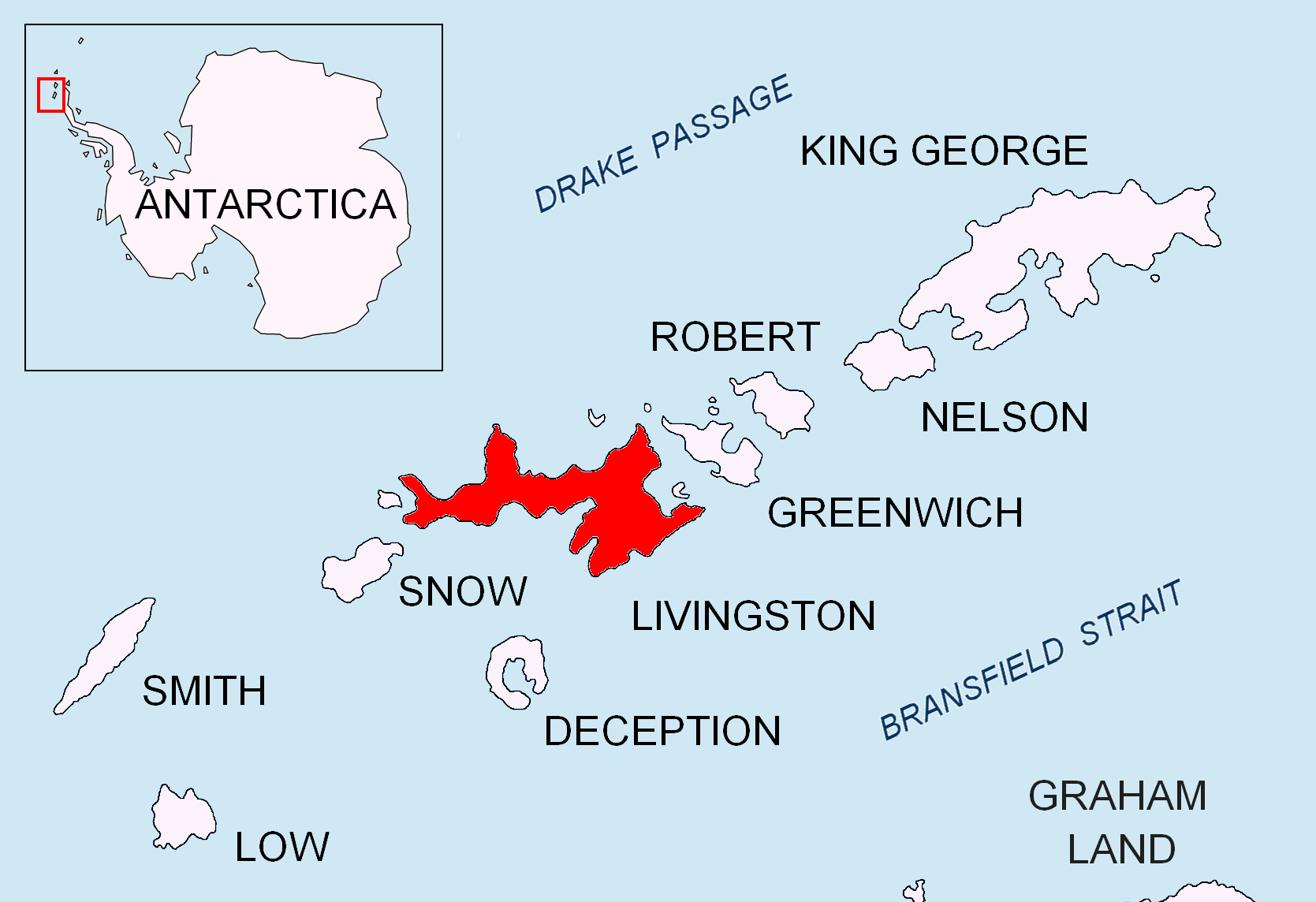

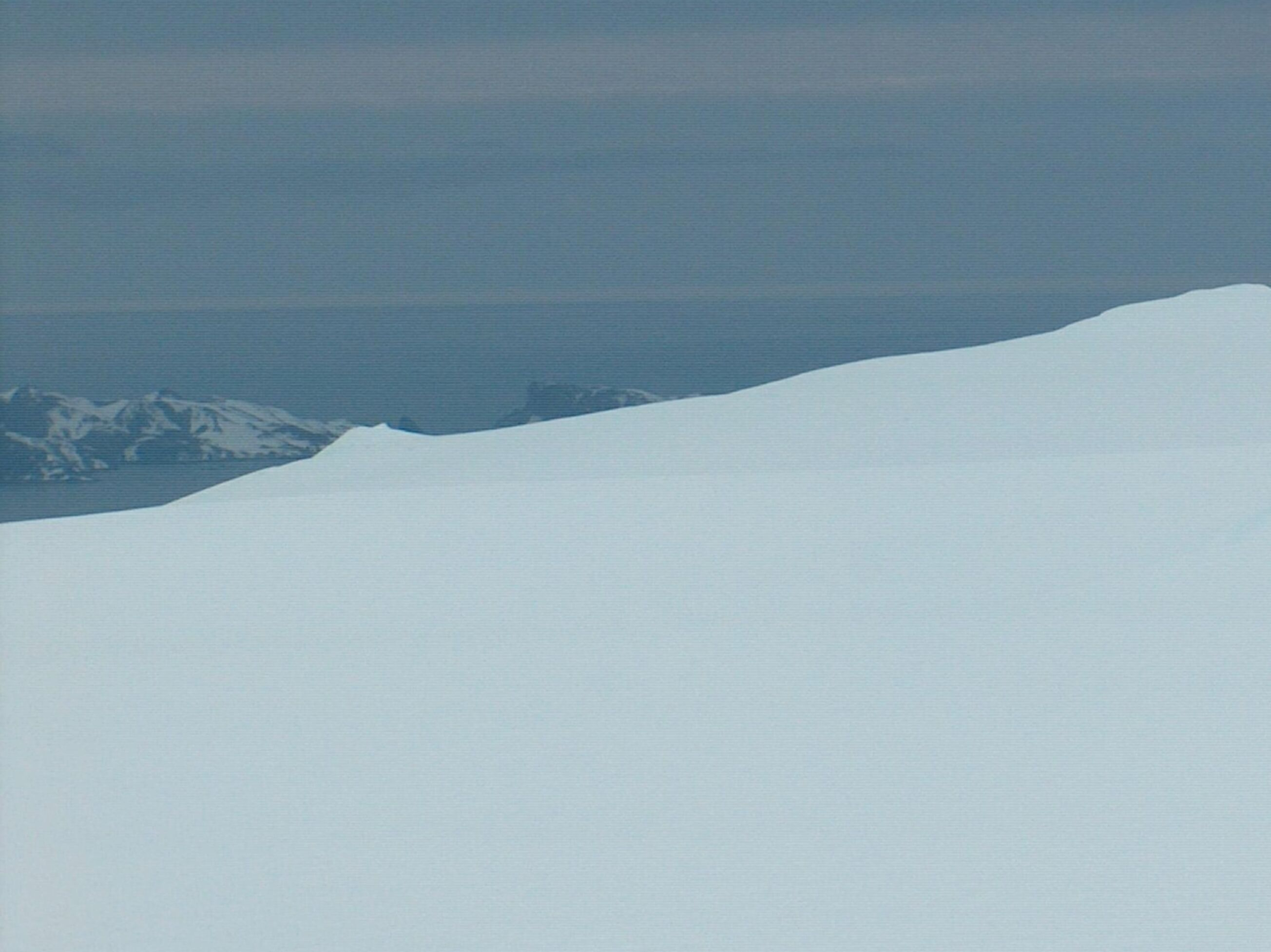

貝羅山是南極洲的山峰，位於南設得蘭群島的利文斯頓島，海拔高度400米，處於雷任海穹東北面4.7公里和赫穆斯峰西北面3公里，現時由南極條約體系管理。
62°35′04″S 60°15′29″W / 62.58444°S 60.25806°W

## 外部連結
- SCAR Composite Gazetteer of Antarctica（页面存档备份，存于）.